# Virgil Earp
Virgil Walter Earp (Hartford (Kentucky), 18 juli 1843 - 19 oktober 1905), de oudste broer van Wyatt en Morgan Earp, was een veteraan uit de Amerikaanse Burgeroorlog en de U.S. marshal (een politiefunctionaris van de federale overheid) voor het zuidoostelijke deel van het Arizona-territorium en de stad Tombstone.
Hij was de U.S. marshal in Tombstone tijdens het vuurgevecht bij de O.K. Corral in 1881. In de film Tombstone (1993) werd Virgil Earp vertolkt door Sam Elliott.
Twee maanden na het schietincident overvielen criminelen Earp in Tombstone, waardoor hij zijn linkerarm verloor. Nadat zijn broer Morgan werd vermoord in maart 1882, verhuisde hij naar zijn ouders in Colton (Californië). Uiteindelijk werd hij sheriff in Esmeralda County (Nevada). Hier stierf hij in 1905 aan een longontsteking.